# Phil Vinall
Phil Vinall ist ein britischer Musikproduzent und Engineer (Tontechniker).

## Leben
Er begann seine Karriere als Engineer für Interpreten wie A Flock of Seagulls, Mark Knopfler oder XTC.
Anfang der 90er Jahre produzierte er Bands wie The Auteurs, Pulp oder Gene.
Er produzierte die Placebo-Singles „Nancy Boy“, „Pure Morning“ und „Every You Every Me“.
Seit einigen Jahren reist Vinall oft nach Mexiko, wo er 2007 als bester Produzent für die Arbeit am besten alternativen Album der Band Zoe bei den südamerikanischen Grammy’s nominiert wurde.

## Diskografie (Auswahl)

### Alben
- 2006: Timid Tiger – A Pile of Pipers (Mix)
- 2002: Nova International – Nova International (Produktion, Mix)
- 2002: Pulp – Hits (Produktion)
- 2001: Gene – As Good As It Gets (Produktion)
- 1999: Feeder – Yesterday Went Too Soon (Produktion)
- 1999: Eiskalte Engel – OST (Remix)
- 1993: Pulp – Pulp Intro – The Gift Recordings (Produktion, Remix)
- 1992: Television Personalities – Closer to God (Albumproduktion)

### Singles
- 2002: Nova International – Kill Your Stereo (Produktion, Mix)
- 2001: dEUS – The Ideal Crash (Produktion, Mix)
- 1999: Placebo – Every You Every Me (Produktion, Mix, Engineering)
- 1998: Placebo – Pure Morning (Produktion, Mix, Engineering)
- 1992: Radiohead – Creep (Remix)
- 1989: The Trudy – Living On a Moon (Produktion)